# Иеремия (Каллийоргис)
Митрополи́т Иереми́я (греч. Μητροπολίτης Ἱερεμίας, в миру Пара́схос Каллийо́ргис, греч. Παράσχος Καλλιγιώργης; 17 января 1935, Кос — 20 июня 2025, Кос) — епископ Константинопольского патриархата, митрополит Анкирский (с 2018).

## Биография
Родился 17 января 1935 года на острове Кос в Греции. Окончил начальную школу на острове Кос.
С 1948 по 1952 годы обучался в богословской школе Патмиада на острове Патмос.
В 1952 году поступил в Халкинскую богословскую школу, которую окончил в июне 1959 года, написав бакалавриатскую работу «Η περί νηστείας διδασκαλία του Αγίοις Πατρός ημών Ιωάννου του Χρυσοστόμου».
9 августа 1959 года митрополитом Принкипонисским Дорофеем (Георгиадисом) рукоположен в сан диакона.
В 1963 году завершил образование в Высшем институте литургии в Париже, который окончил со степенью Peritus Sacrae Liturgiae. Он также прошел курс палеографии в Сорбонне и написал исследование на тему «Традиция ставленных грамот в византийском обряде».
26 июля 1964 года митрополитом Галльским Мелетием (Карабинисом) был рукоположен в сан иерея, после чего трудился в должности протосинкелла в кафедральном соборе Галльской митрополии в Париже.
31 января 1971 года рукоположен в сан епископа с титулом Сасимский и стал первым после Григория Богослова епископом с подобным титулом.
С 9 июня 1988 назначен митрополитом Галльским.
С 1992 по 1997 годы представлял Константинопольский патриархат в Центральном комитете Конференции Европейских церквей (КЕЦ), являясь его вице-президентом. С 1997 по 2003 года являлся президентом КЕЦ.
В 2000 году принимал участие в межправославном семинаре Межправославного сотрудничества в Стамбуле.
В январе 2002 года президент Франции наградил его орденом почётного Легиона.
20 января 2003 года избран митрополитом Швейцарским и директором Православного центра Константинопольского Патриархата в Шамбези.
1 мая 2003 года участвовал в качестве наблюдателя во внеочередном Епархиальном собрании Западноевропейского Экзархата русских приходов: зачитал послание Вселенского патриарха Варфоломея, в котором, в частности, отмечены «незабываемые труды» архиепископа Сергия (Коновалова) ради единства православных в рамках Вселенского патриархата.
10 июля 2018 года Священным Синодом Константинопольского патриархата избран митрополитом Анкирским, став первым епископом на этой кафедре с 1922 года. (В Анкаре с 2016 года существует небольшая православная община, состоящая из служащих греческого посольства и их семей, а также греков, работающих в Анкаре и её окрестностях).
Скончался 20 июня 2025 года на Косе.